# Siegesdenkmal (Braunschweig)

Das Siegesdenkmal von 1881.
Im Hintergrund rechts das Haus Augusttor 1, links Lessingplatz 11.

Das Siegesdenkmal auf dem Siegesplatz (heute Lessingplatz) in Braunschweig wurde am 26. April 1881 enthüllt und sollte an den gewonnenen Deutsch-Französischen Krieg von 1870/71 erinnern. Es wurde während des Zweiten Weltkrieges eingeschmolzen.

## Entstehungsgeschichte
Die Initiative für das Denkmal ging vom Präsidenten des Braunschweiger Kunstclubs, Eisenbahnbaumeister Fuldner aus. Nachdem ein Entwurf des Bildhauers Adolf Breymann (von ihm stammte bereits der 1874 auf dem Hagenmarkt errichtete Heinrichsbrunnen) eingereicht worden war, beschlossen die Regierung des Herzogtums Braunschweig sowie der Braunschweigische Landtag 1874 die Errichtung eines Denkmals „[…] zur dauernden Erinnerung an die siegreichen Kriege von 1870 und 1871 […] wie auch zur ehrenden Anerkennung der von den braunschweigischen Kriegern in diesen Feldzügen bewährten Tapferkeit und zu rühmlichen Gedächtniß der gefallenen Söhne des Landes […]“ Die Kosten für das Denkmal beliefen sich auf 115.500 Mark.
Zu Planung, Gestaltung und Umsetzung wurde eine Denkmalkommission eingerichtet, die neben Fuldner u. a. folgende Mitglieder umfasste: Heinrich Caspari Oberbürgermeister der Stadt Braunschweig, Herman Riegel, Direktor des Herzog Anton Ulrich-Museums,  Friedrich Lilly, späterer Hofbaurat, Stadtbaumeister Carl Tappe sowie dem Privatgelehrten und ehrenamtlichen Leiter des Vaterländischen Museums Carl Schiller.
Als mögliche Aufstellungsorte wurden neben dem (späteren) Siegesplatz auch Altstadtmarkt, Anatomieberg, Windmühlenberg und Löwenwall diskutiert. Die Wahl fiel schließlich aber auf den südlichen Teil des heutigen Lessingplatzes, der zu diesem Zeitpunkt noch „Am Gänsewinkel“ hieß und dafür extra umbenannt wurde.
Der Entwurf des insgesamt ca. 12 Meter hohen Denkmals stammte von Bildhauer Adolf Breymann, der allerdings überraschend inmitten seiner Arbeit im Alter von nur 39 Jahren am 1. September 1878 in Wolfenbüttel starb. Zu seinem Nachfolger hatte er den in Dresden tätigen Robert Diez bestimmt, der die Arbeiten auch abschloss. Er veränderte jedoch Breymanns Entwurf, indem er auf der Ostseite des Sockels statt wie von Breymann geplant, Klio mit einem Siegesengel das Bild des siegreich zu seinen Eltern heimkehrenden jungen Soldaten umsetzte. Der Guss wurde in der Werkstatt des Braunschweiger Erzgießers Hermann Heinrich Howaldt ausgeführt, der im Jahr zuvor bereits den Guss des Gauß-Denkmals ausgeführt hatte.
Das Denkmal wurde am 26. April 1881, einen Tag nach dem 75. Geburtstag des Braunschweigischen Herzogs Wilhelm und im Rahmen der seit dem Vortag stattfindenden Feierlichkeiten zu dessen 50. Thronjubiläum enthüllt.

## Beschreibung

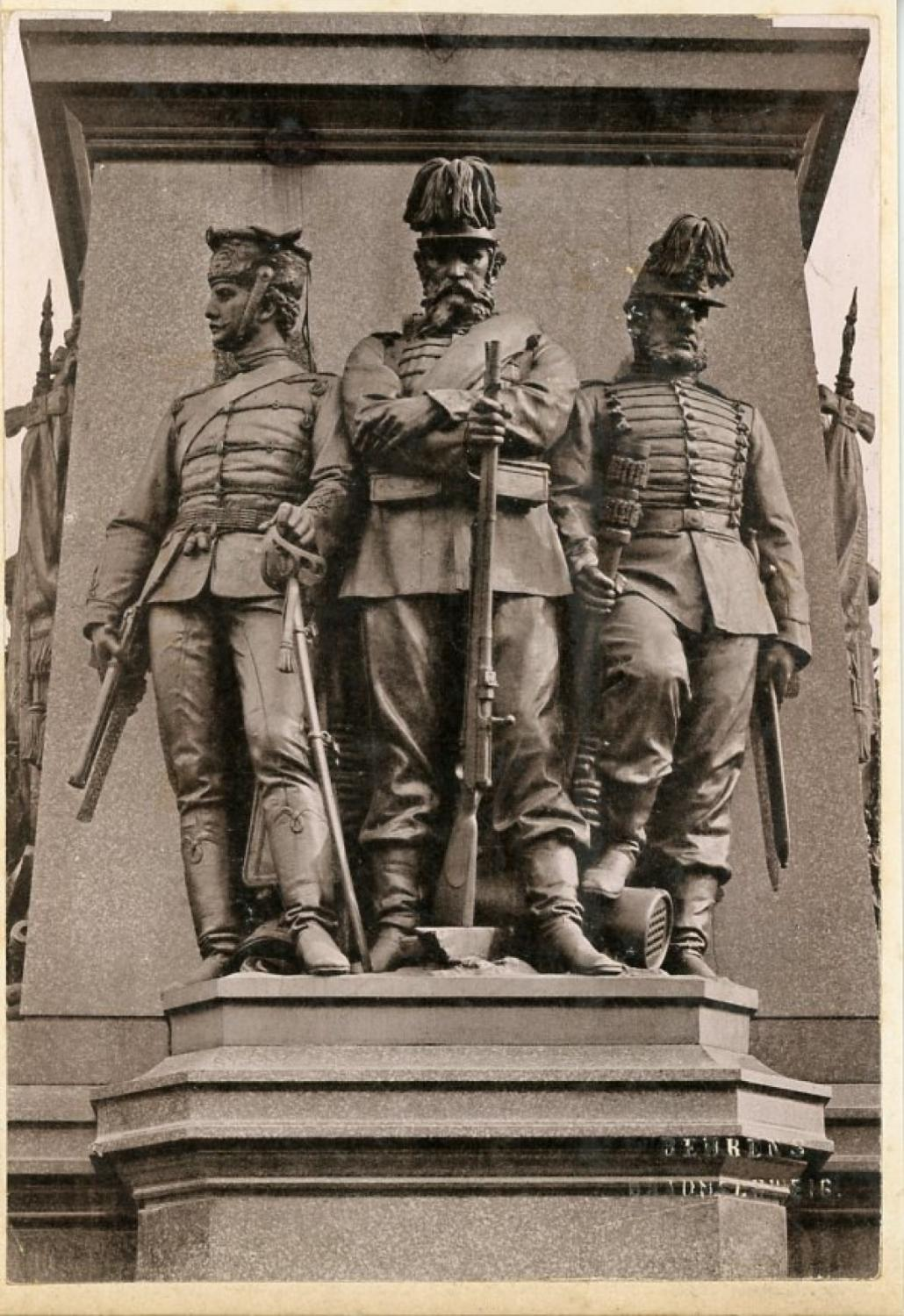
Braunschweigische Soldaten

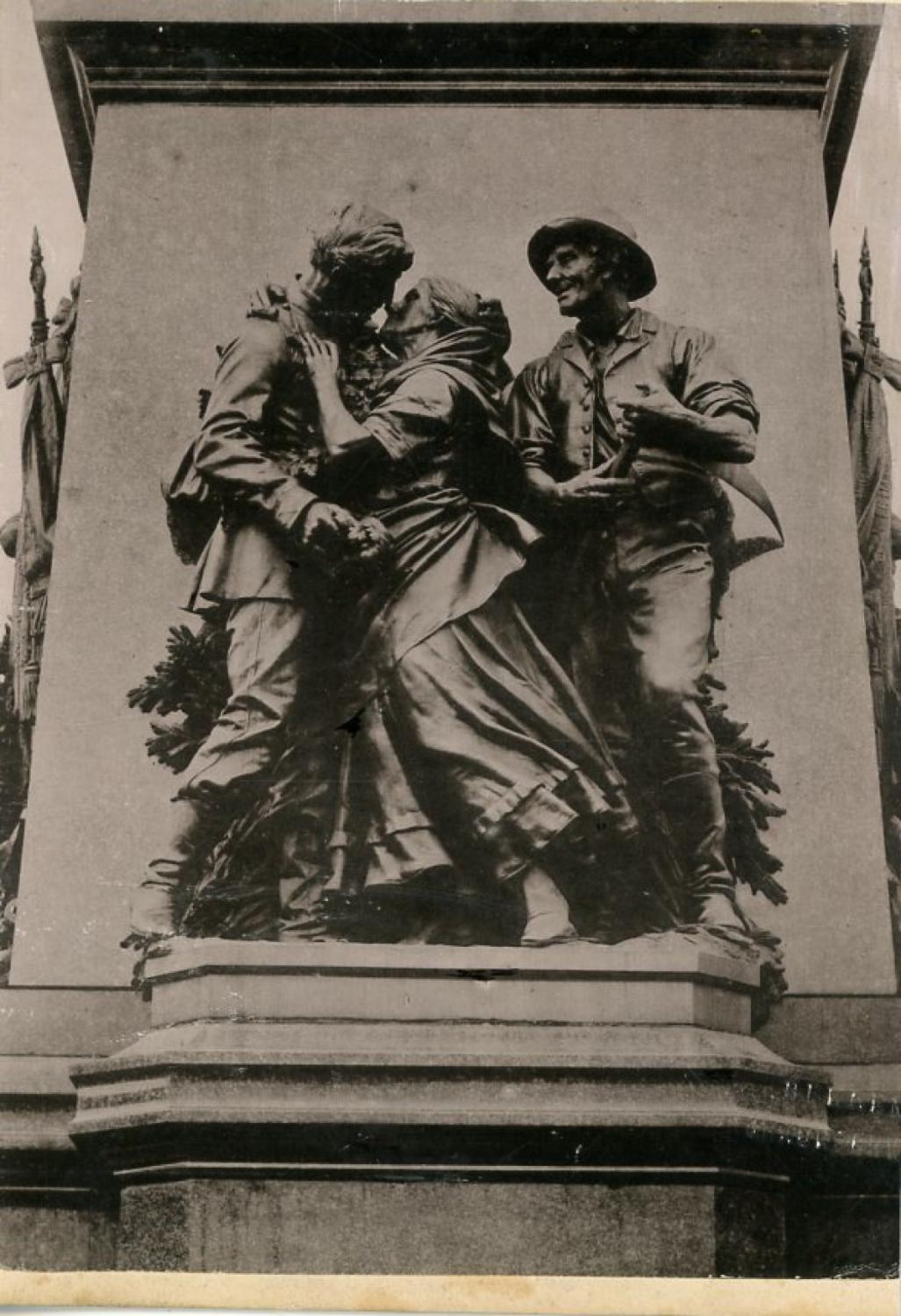
„Heimkehr“ von Robert Diez

Das Denkmal bestand aus einer überlebensgroßen, aus Bronze gegossenen Germania, als Siegesgöttin, die auf einem neun Meter hohen Sockel aus schwedischem Granit stand, der von der Firma Kessel & Röhl hergestellt worden war. Darunter befanden sich zwei vollplastisch ausgeführte Personengruppen à drei Personen sowie zwei Darstellungen von (Regiments-)Fahnen und weiteren Gegenständen auf den anderen beiden Seiten.
Germania war mit Kaiserkrone und in langem Gewand mit Mantel dargestellt. Mit der rechten Hand hielt sie bis über ihren Kopf einen Lorbeerkranz empor, die Linke hielt das Heft eines mit der Spitze auf dem Boden stehenden Schwertes (evtl. des Reichsschwert). Ihre Blickrichtung war nach Nordwesten.
Direkt unter ihr befanden sich drei Soldaten der Herzoglich Braunschweigischen Armee, bestehend aus einem in der Mitte stehenden Infanteristen (vom Braunschweigischen Infanterie-Regiment Nr. 92) mit Gewehr, auf der rechten Seite stand ein Artillerist, dessen rechter Fuß auf einer Mitrailleuse stand und in einer Hand einen Kanonenwischer hielt. Auf der linken stand ein Husar (vom Braunschweigischen Husaren-Regiment Nr. 17) mit Karabiner in der rechten und Säbel in der linken Hand.
Auf der entgegengesetzten Seite befand sich eine ebenfalls aus drei Personen bestehende Gruppe. Sie zeigte einen jungen Soldaten, der siegreich aus dem Krieg nach Hause zurückkehrt und dabei Vater und Mutter bei der Ernte überrascht. Die Mutter umarmt ihn zum Kuss, während der Vater, eine Sense haltend hinter der Frau steht.
Die beiden übrigen Seiten sind identisch ausgeführt: Auf ihnen waren jeweils Fahnen und Trophäen zu sehen, in der Mitte Löwenköpfe und Wappenschilde. Ein Schild war mit einem Eichenkranz umwunden und zeigte das springende Braunschweigische Ross, ein anderer Schild den Preußischen Adler. Am Boden lagen von Fahnen teilweise bedeckte zerstörte Geschütze sowie zerbrochene Fahnenschäfte.
Am 29. Juni 1881 wurde auf der Seite mit den drei Soldaten von den Mitgliedern des Staatsministeriums, des Ausschusses der Landesversammlung sowie der Denkmalskommission ein Behälter aus Blei im Sockel abgelegt, der neben einer unterzeichneten Urkunde Exemplare der an jenem Tag erschienenen Braunschweiger Zeitungen sowie eine Regimentsgeschichte des Braunschweigischen Infanterie-Regiments Nr. 92 enthielt.

## Medaille
Aus Anlass der Denkmalenthüllung schuf der braunschweigische Hofgraveur und Steinschneider Carl Petersen eine Silbermedaille, auf deren Avers das Siegesdenkmal zusammen mit der Umschrift in Majuskeln Siegesdenkmal z[u] Braunschweig enthüllt 25. [sic!] April 1881 zu sehen ist. Das Revers trägt von einem Eichenkranz umrahmt die Aufschrift Dem / siegreichen / Heere / 1870–71 / das dankbare / Land. Die Medaille ist signiert mit C.P.F [für Carl Petersen fecit].

## Verbleib
Während des Zweiten Weltkrieges wurde das Metall des Denkmals eingeschmolzen. Der Sockel war bei Kriegsende durch alliierte Bombenangriffe beschädigt und wurde später vollständig abgetragen. Heute verlaufen Straßenbahnschienen über den ehemaligen Standplatz des Denkmals.